# 부산 미국문화원 방화 사건

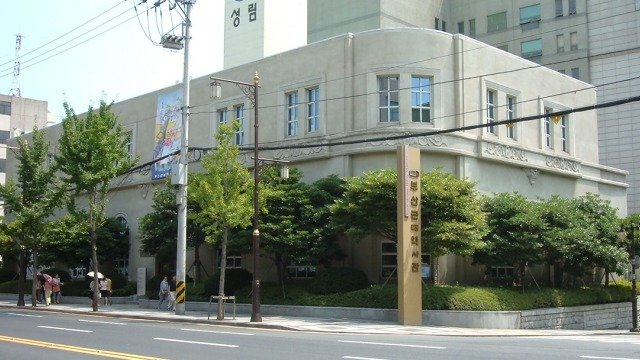
부산 미국문화원 건물(현재는 부산근대역사관)

부산 미국문화원 방화사건(釜山美文化院放火事件)은 1982년 3월 18일 최인순, 김은숙, 문부식, 김현장 등 대한민국 부산 지역 대학생들이 부산 미국 문화원에 불을 지른 반미운동의 성격을 띄는 방화 사건이다. 불은 약 2시간 만에 꺼졌지만, 미국문화원 도서관에서 공부하던 동아대학교 재학생 장덕술(당시 22세)이 사망했고, 역시 동아대학교 학생 김미숙, 허길숙 외 3명은 중경상을 입었다.
전두환 정부는 이를 북한의 사주를 받은 학생 내지는 반사회성을 지닌 성격이상자들의 난동으로 규정하고 관련자들을 대대적으로 구속했는데, 구속 과정에서 천주교 신부 최기식과 한국교회사회선교협의회 관련자들까지 체포하면서 전두환 정권과 종교계 간의 싸움으로도 비화되었다.
1983년 3월 8일 주범 문부식, 김현장은 대법원에서 사형 확정 판결을 받았다가, 일주일 만인 1983년 3월 15일 무기징역으로 감형되었고, 부산 미국문화원 방화사건 관련자들의 처벌수위가 낮아지면서 사건이 성공했다는 인식이 확산되었다. 이를 계기로 공격적인 반미주의 시위와 미국문화원, 미국대사관에 대한 방화, 투석, 기물파손 사건이 빈번히 발생했다. 이전에도 반미주의 운동은 존재했으나 이 사건 이후로 2000년대 중반까지 대한민국의 반미주의 학생운동이 가속화되었다. 일명 부미방, 1차 부미방, 부미방 사건이라고도 불린다.
그러나 당시 삐라의 '살인마 전두환 북침준비 완료', '전두환의 북폭작전', '민주주의를 염원하는 광주시민을 무참하게 학살한 전두환 파쇼정권을 타도하자', '최후발악으로 전두환 정권은 무기를 사들여 북침준비를 이미 완료하고 다시 동족상잔을 꿈꾸고 있다', '전두환 노태우가 북한 폭격을 계획하고 있다', '전두환 노태우가 반북한 여론을 조장한다'는 등의 주장 중 일부는 허위 사실로 확인되었다. 이들이 날린 삐라는 울산과 일본 쓰시마섬, 규슈까지 날아가 화제가 되기도 했으나 오보로 알려지면서 기사가 삭제되는 해프닝도 벌어진다.
당시 사건의 담당검사 중 한명은 최병국, 사건 당시 피의자들 중 허진수, 김화석을 변호한 변호사는 16대 대통령을 지낸 노무현이었고, 사건을 재판한 담당 판사 중의 한 명은 이회창이었다.

## 사건 관련자 명단
- 문부식 : 휘발유 운반 겸 사건 최종 지휘
- 최인순, 김은숙 : 미국문화원 문 절단, 방화
- 류승렬 : 휘발유 운반
- 김지희, 최인순 : 휘발유 운반 겸 방화
- 김현장 : 배후조종
- 허진수 : 사건 가담
- 김화석 : 사건 가담
- 박정미 : 방화예비음모자로 기소
- 최기식 : 국가보안법 위반 및 범인은닉
- 홍성우 : 피의자 담당 변호사
- 장덕술 : 사건 피해자(동아대학교 재학생), 사망
- 김미숙 : 사건 피해자, 경상
- 허길숙 외 3명 : 사건 피해자들, 전치 3주의 부상
- 노무현 : 허진수, 김화석 담당 변호사
- 이회창 : 사건 담당 판사(상고심)

## 사건 진행 과정
1982년 3월 18일 정오 12시~오후 2시 경 부산대학교 약대생 최인순과 부산여대 재학생 김지희는 부산시 대청동 부산미국문화원 건물 정문을 배회하다가 미국문화원의 담장을 넘어 잠입했다. 2시가 조금 넘자 고신대학생 문부식(사건의 주모자)과 부산대학교 학생 류승렬은 함께 현장 근처까지 택시로 휘발유를 운반해주었다. 사건을 최종 지휘한 문부식은 사건 당시 만 23세로 고신대학교 신학과 4학년 휴학중이었다. 고신대학교 신학과 학생 김은숙과 의과대학생 이미옥은 승용차에서 내려 양손에 휘발유 통 총 4개를 들고 문화원 정문 앞으로 접근했다.
미국문화원에 들어가 있던 최인순과 김지희는 미리 준비한 공구로 두꺼운 강재 대사관 문을 절단하고 김은숙과 이미옥은 휘발유통을 들고 문화원으로 들어갔다. 휘발유통을 나눠 든 4명은 미국문화원 문을 깨고, 실내에 잠입, 복도 바닥에 휘발유를 쏟아붓고 밖으로 뛰쳐나왔다. 최인순과 김지희는 곧바로 주머니에서 미리 준비한 가스 라이터와 성냥, 나무 젓가락에 알코올을 적신 솜뭉치를 매단 솜사탕 모양의 '방화봉'을 꺼내들어 불을 붙인 뒤 휘발유가 쏟아진 건물 안으로 던졌다. 한참 뒤 '펑'하는 폭발음과 함께 미국 문화원은 불길에 휩싸였다.
건물 밖에서 대사관의 화재를 지켜보던 김은숙, 이미옥, 최인순, 김지희 등은 발화를 확인하고 유인물을 들고 대신동 방향으로 사라졌다. 미국문화원이 발화하자 인근 주민들은 소방서에 신고하여 소방차가 오후 4시 경에 도착하였다. 김은숙과 이미옥에게 휘발유통을 전달한 문부식은 미국문화원 건너편 건물 2층 창가에 얼굴을 가린 뒤 장발에 금테 선글라스를 낀채 발화 장면을 카메라와 영상장치로 촬영, 녹화했다.
미문화원에 불길이 치솟은 직후 800미터 떨어진 부산 국도극장 3층으로 올라간 류승렬은 미리 대기하던 최충언과 박원식 등 대학생들 수십여 명과 함께 유인물을 뿌렸다. 복도 끝 창문이 열렸고 200~300여 장(추정)의 유인물이 거리에 쏟아졌다. 유인물들의 제목은 '살인마 전두환 북침준비 완료', '전두환의 북폭작전', '민주주의를 염원하는 광주시민을 무참하게 학살한 전두환 파쇼정권을 타도하자', '최후발악으로 전두환 정권은 무기를 사들여 북침준비를 이미 완료하고 다시 동족상잔을 꿈꾸고 있다' 등 10여 개의 구호가 인쇄된 유인물들이었다. 문화원 건물에 인접한 유나백화점 6층에서도 또 다른 유인물이 뿌려졌다. 이 유인물들에는 '미국은 더 이상 한국을 소국으로 만들지 말고 한국에서 물러가라' 등의 제목이 실린 200~300여 장의 유인물이 살포되었다.
미국문화원이 완전 전소된 뒤 소방차가 현장에 도착했고, 경찰 병력과 검찰, 대공부대가 출동했다. 발화자들의 정체를 알 수 없었던 초기 보도는 북한이나 북한의 사주를 받은 간첩의 소행으로 보도되었고, 이후 검은 화염에 휩싸인 건물에 소방관들이 물을 끼얹는 장면이 한 달 이상 핫이슈로 보도되었으며 뉴스의 헤드라인을 장식했다. 한국 뿐 아니라 해외 언론에도 불타는 미문화원은 톱뉴스로 보도됐다.

## 원인
광주 민주화 운동 유혈진압을 묵인함으로써 사실상 전두환 군사정권을 지지한 미국에 대한 반감이 동기가 된 사건이다. 그러나 광주 학살을 미국이 직접 지시한 사건이라는 의혹 때문에 벌어졌다는 주장도 있다. 또한 민주화운동에 참여하던 부산 지역 기독교인 사건에 연루된 문부식 등은 개신교와 가톨릭이 모두 참여한 범 기독교 사회운동단체인 부산양서협동조합 회원이기도 하였다. () 한편 방화로 미국 문화원 도서관에서 공부중이던 학생 1명이 연기에 질식되어 숨지기도 했다.
미국은 더 이상 남조선을 속국으로 만들지 말고 이 땅에서 물러가라 우리의 역사를 돌이켜보건대, 해방후 지금까지 남조선에 대한 미국의 정책은 경제수탈을 위한 것으로 일관되어왔음을 알 수 있다. 소위 우방이라는 명목하에 국내 독점자본과 결탁하여 매판문화를 형성함으로써, 우리 민족으로 하여금 그들의 지배논리에 순응하도록 강요해왔다. 우리 민중의 염원인 민주화, 사회개혁, 통일을 실질적으로 거부하는 파쇼 군부정권을 지원하여 민족분단을 고정화시켰다. 이제 우리 민족의 장래는 우리 스스로 결단해야 한다는 신념을 가지고, 이 땅에 판치는 미국세력의 완전한 배제를 위한 반미투쟁을 끊임없이 전개하자. 먼저 미제 문화의 상징인 부산 미국문화원을 불태움으로써 반미투쟁의 횃불을 들어, 부산시민에게 민족적 자각을 호소한다.

 '살인마 전두환 북침준비 완료'

  1. 민주주의를 원하는 광주시민들을 무참하게 학살한 전두환 파쇼정권을 타도하자.

  2. 최후발악으로 전두환 군부정권은 무기를 사들여 북침준비를 이미 완료하고 다시 동족상잔을 꿈꾸고 있다.

  3. 진정한 통일을 원하는 민주시민들을 탄압 구속한 채, 허울 좋은 통일정책으로 더 이상 국민을 기만하지 말라.

  4. 한일경제협력 등 한국경제를 일본에 예속시키는 일체의 경제협상을 즉각 중단하라.

  5. 88올림픽은 한국경제를 완전히 파탄 나게 할 것이므로 그 준비를 즉각 중단하라.

  6. 노동자, 농민, 시민들은 더 이상 비참한 가난 속에서 시달릴 수 없다.

  7. 미국과 일본은 더 이상 한국을 속국으로 만들지 말고 이 땅에서 물러나라.

  8. 전두환 파쇼정권에 아부하는 관제언론 어용지식인들은 자폭하라.

  9. 졸업정원제, 교수추천제 등으로 학원을 통제하고 있는 5·30교육정책을 즉각 철폐하라.

그밖에 전두환의 북한 침략 기도, 전두환, 노태우의 북한 폭격 기도설의 내용이 실린 유인물들이 다수 있었다. 살포된 유인물들의 양은 정확하게 알 수는 없으나 각각 200~300여 장 정도로 추정된다. 수천여 장의 유인물들 중 일부는 부산과 경상남도 양산, 기장 지역의 해안가에서도 발견되었고, 전두환, 노태우의 북침 내용을 근거로 극우 단체들은 북한의 소행이라며 성토했다.
전두환 정권은 불순한 사상에 세뇌당한 일부 몰지각한 학생들의 소행으로 몰아세웠으며, 강경진압을 천명하였다. 그러나 '방화'라는 과격한 방식과 사건 현장에서 공부하던 1인의 학생 희생자가 발생함으로 해서 국민들의 공감대를 얻지 못하고 종결되었다. 그러나 이후의 반미주의 운동을 가속화시키는 촉매제 역할을 하였다.

## 경과
불은 출동한 의용소방대원과 주민들의 협조로 약 2시간 만에 진압되었다. 그러나 미국문화원 도서관에서 공부하던 동아대학교 학생 장덕술(張德述, 22세, 동아대학교 상대경영학과 3년 재학)이 사망했고, 김미숙(金美淑, 당 24세, 동아대학교 회화학과 4학년), 허길숙(許吉淑, 당 24세 동대학 회화학과 4학년)과 그 외 3명이 화상으로 인한 중경상을 입고 병원으로 후송되었다.
당시 학생들은 방화만 한 게 아니라, 대사관의 방화를 확인한 뒤 근처 유나백화점과 국도극장에서 유인물을 뿌린 뒤, 현장을 출발하여 전두환군사독재정권에 반대하는 반체제 유인물을 부산 시내에 뿌리고 다녔다. 연일 수사속보가 보도됐고, 목격자들이 두명의 여학생이 승용차로부터 물통을 건네받은 장면, 두 명의 여학생이 정오부터 2시 사이에 미국문화원 주변을 배회한 것, 장발에 얼굴을 가리고 금테 선글라스를 낀 남성이 미국문화원 주변을 배회하였다는 진술, 동일한 인상착의의 남녀 학생들을 유나백화점과 국도극장에서 봤다는 시민들의 진술이 속속들이 나타나면서 범인들의 윤곽이 드러나기 시작했다. 미문화원 방화 현장에 있던 범인들이 여학생들이고 이들을 사주했을 것으로 추정되는 신원미상의 남성의 존재가 윤곽이 드러났다.
수배령이 떨어진 김은숙과 문부식은 원주교구청의 최기식 신부를 찾아왔고, 교회의 주선으로 사건 발생 14일 만인 1982년 4월 1일 문부식과 김은숙이 자수하게 된다.
이어 공범 3명과 전단살포자 3명, 의식화 학습을 같이 한 3명 등 11명이 검거되었다.
이들이 뿌린 삐라는 해운대의 해수욕장, 양산, 울산, 제주도, 일본 쓰시마섬 등에까지 날아갔다. 이후 전두환과 노태우가 북한을 폭격할 것이라는 기사가 일본 뉴스에도 보도되었지만 오보로 밝혀지면서 삭제되었다.
4월 2일 가톨릭 원주교육원에서 문부식과 김은숙에게 의식화 학습을 지도한 김현장이 사건의 배후조종혐의로 체포되었다. 주동자인 문부식과 총 16명이 구속 기소되었으며, 당시 가톨릭 원주교육원 원장 최기식 신부는 김현장을 숨겨주어 국가보안법 위반 및 범인은닉 혐의로 구속되었다.

## 재판

### 1심
1982년 3월 18일 사건이 발생하여 4월 29일 기소되어 11차례 공판 끝에 8월 10일에 부산지방법원 제3형사부(재판장 [[안문태, 신우철, 홍광식 판사)는 "일부 피고인이 임의성 없는 심리 상태에서 자백했다고 하나 녹음 테이프 등 제반 증거를 볼 때 이를 인정할 수 없고, 설령 의식화 학습을 하여 북을 이롭게 한 것은 차치 하더라도 사람이 있는 곳에 불을 지른 것은 절대 용납될 수 없다"고 했다.
- 김현장(32세), 문부식(23세): 사형 (구형 사형)
- 최기식 (39세)신부: 징역3년 자격정지3년(구형 징역5년 자격정지5년)
- 김은숙(24세), 이미옥(20세): 무기징역 (구형 무기징역)
- 유승렬(20세), 최인순(20세), 김지희(21세): 징역15년 자격정지15년(구형 무기징역)
- 그외 8명: 최고 징역7년 자격정지7년(박원식), 징역4년 자격정지4년(박정미). 징역3년(김화석), 허진수(징역2년), 징역2년 자격정지2년 집행유예3년을 선고하면서 10명에게 징역형 외에 자격정지를 병과하였다. 구속기소된 15명 중에서 문길환(36세) 등은 징역3년 자격정지3년 집해유예4년을 선고받고 석방됐고 불구속 기소된 이창복(43세)도 징역2년 자격정지2년 집행유예3년 선고받았다.

### 2심
대구고등법원 제1형사부(재판장 노승두 부장판사)는 1982년 12월 13일에 선고했다.
- 김현장, 문부식: 사형
- 김은숙, 유승렬: 징역10년 자격정지7년
- 이미옥, 김지희: 징역10년 자격정지7년
- 박원식, 최인순: 징역7년 자격정지7년
- 박정미: 징역3년 자격정지3년 집행유예4년
- 이창복: 징역1년 자격정지1년 집행유예2년
- 최기식: 징역3년 자격정지2년
- 김화석: 징역3년
- 허진수: 징역2년
- 문길환, 김영애: 징역3년 자격정지3년 집행유예4년

### 3심
대법원 선고 공판에서 국가보안법, 계엄령, 현주건조물방화치사상, 집회 및 시위에 관한 법률 위반으로 주동자 문부식과 김현장은 사형을 선고받았고, 나머지 피의자들은 국가보안법, 계엄령, 현주건조물방화치사상, 집회 및 시위에 관한 법률 위반으로 최하 징역 1년, 집행유예 2년 등으로 차등 선고되었다. 그 밖에 박정미 등 방화예비자와 가담 대학생 수십여 명이 체포, 일부는 구속되고 일부는 훈방조치 되었다. 최기식 신부는 징역 3년에 자격정지 3년이 선고되었다. 문부식과 김현장은 1983년 대법원 확정 판결 후 일주일만에 무기징역으로 감형되었다.
사건을 재판한 담당 판사는 훗날 한나라당 총재와 감사원장을 지냈던 이회창이었다.

### 파장
미국 문화원 방화사건 이후 강원대학교 성조기 소각사건(1982년 4월), 대구 미 문화원 폭발사건(1983년 9월), 부산 미 문화원 투석사건(1985년 4월), 미국 대사관 방화미수, 서울 미 문화원이 73명의 대학생에 의해 점거되는 사건(1985년 5월), 부산미문화원이 서울대와 고려대 자민투 소속 대학생 23명에 의해 점거되는 사건(1986년 5월) 등의 반미주의에 입각한 학생운동이 전국 각지에서 진행되었다.
1982년 4월 15일 사건의 정당성을 옹호하는 한국교회사회선교협의회의 성명서 발표는 반미적 내용이 문제시되고, 극우 단체의 반발성 집회가 벌어지고 이슈화되면서 한국교회사회선교협의회 관계자들이 경찰에 소환되었다. 또한 사건 재판 과정에서 종교인의 구속으로 교회와 국가권력과의 문제가 제기되면서 가톨릭계의 반발을 시작으로 종교계로부터 정권의 종교탄압이라는 여론이 나오면서 교계의 반발을 일으켰고, 전두환은 종단 지도자들을 긴급 소집해 진압에 나섰다.
미국 내에서는 위험지역에 주한미군을 주둔할 필요가 있느냐는 여론이 들끓으면서 미국 내 반한 감정이 확산되었고, 반면 한국에서는 미국을 무조건적이고 절대적인 우방이라고 생각했던 과거와는 달리, 미국에 회의적이거나 비판적인 여론이 형성되었다.

## 전두환과 민주정의당의 주장
전두환 정권은 사건을 주도한 대학생들을 성격 이상자, 정신이상자, 북한의 사주를 받은 대학생들이라고 주장했다. 민주정의당도 전두환의 주장을 옹호하며 시위에 가담한 학생들을 간첩이라고 규정하였다.

## 평가와 비판

### 평가
부산 미문화원 방화사건 이전에도 1980년 12월 9일 전라남도 광주시에서 발생한 광주 미국문화원 방화사건(1차 광미방 사건)을 비롯, 1980년 6월부터 각지에서 대학생 및 고등학생, 학생운동가, 농민운동가 등에 의한 주한미군이나 미국 대사관 등 미국관련 시설에 대한 공격이 있었고, 주한미군에 대한 공격도 있었다. 그러나 부산 미문화원 방화사건은 파급효과가 컸고, 이후 대한민국 내에서 벌어진 각종 반미운동에 영향을 주었다는 점에서 반미운동의 상징적인 의미로 기억된다.
반미운동이 어려운 곳으로 인식되어온 대한민국에서 돌발적으로 일어났다는 점에서 미국은 물론 한국의 국민과 국제사회를 충격 속에 몰아넣은 사건이었다. 이 사건 이후로 1980년대와 1990년대 중반까지 미국 대사관과 전국의 미국 문화원, 주한미군 주둔지 등 미군 관련 시설들이 대학생들의 공격대상이 됐다. 부산의 미문화원 방화사건은 한국에서의 반미 운동의 상징처럼 여겨지게 되었다.

### 비판
시위의 과격성과 시위 도중 문화원 도서관에서 공부하던 대학생 1명이 억울하게 사망하고, 부상자가 속출하여 무고한 희생자를 낳았다는 비판을 받았다. 투쟁의 성격이 격렬하고 대담하였으며, 무고한 희생자가 나왔다는 점 또한 지적되었다. 일반인들뿐만 아니라 재야운동권에서도 모험주의적·폭력적 투쟁방식이 지적되어 성찰의 대상이 되기도 하였다.

## 기타
이들이 뿌린 피켓과 삐라가 일본까지 날아가서 전두환 정권이 북한 폭격을 준비한다는 기사가 오보로 보도됐다가 삭제되는 해프닝도 벌어졌다.

### 관련 판례
광주 민주화 운동과 부산 미문화원 방화사건의 관련자를 숨겨준 천주교 신부에 대해 정당행위를 부정하고 범인은닉죄로 처벌한 판례를 남겼다. 이회창 대법관이 참여한 재판이며, 한국의 대표적 인권 변호사라는 황인철 변호사 등이 변호한 사건이다.

### 관련 진술
반민주적 반민족적 현군부파쇼정권을 지탱시켜 주는 가장 큰 힘은, 정치적 기반도 경제력도, 경찰력도, 군사력도 아니며, 바로 비정상적이고 불평등한 한미관계라고 생각합니다. ……이 시점에서 저는 과연 미국이 이땅에 온 목적이 무엇이었던가를 묻고 싶습니다. ……유신정권 20년 간 미국은 민주주의를 거부하는 군부정권을 지원해오지 않았습니까? ……주한미군의 허락 없이는 대규모의 병력이동이 불가능하다면, 광주사태시 수많은 공수부대요원을 광주에 투입시켜 전두환 군부가 단독적으로 시민들을 학살할 수가 있었겠습니까? ……어찌 우방으로 자처해온 미국이 그토록 잔인한 광주시민학살을 지원할 수 있단 말입니까? 광주시민을 죽인 무기는 바로 소위 '한미군사협정'하에 우리 국민들의 세금으로 사들였던 미국산 무기가 아니었겠습니다.

## 관련 서적
- 강준만, 시사인물사전 (인물과 사상사, 2000)
- 강준만, 한국현대사산책:1980년대편 1(인물과 사상사, 2004)
- 강준만, 한국현대사산책:1980년대편 2(인물과 사상사, 2004)

## 같이 보기
- 5.18 광주 민주화 운동 (1980년)
- 광주 미국문화원 방화사건(1980년 12월)
- 강원대학교 성조기 공개 소각사건(1982년 4월)
- 광주미문화원 2차 방화사건(82년 11월)
- 서울 미국문화원 점거 농성 사건 (1985년)
- 대구 미국문화원 폭파사건(1983년 9월)
- 부산 미국문화원 투석사건(1985년 4월)
- 전두환
- 신군부
- 민주정의당